# Asia League Ice Hockey 2022/23
Die Saison 2022/23 war die 18. Spielzeit der Asia League Ice Hockey, der höchsten ostasiatischen Eishockeyspielklasse. Meister wurde zum siebten Mal insgesamt und zum zweiten Mal in Folge Anyang Halla.

## Modus
Nach zwei Jahren Unterbrechung aufgrund der COVID-19-Pandemie nahm die Asia League Ice Hockey den Spielbetrieb wieder auf. Nachdem sich mit dem HK Sachalin, immerhin Meister 2019 und 2022, die einzige russische Mannschaft und den Daemyung Killer Whales die vorletzte südkoreanische Mannschaft vom Spielbetrieb zurückgezogen hatten, nahmen noch sechs Mannschaften (fünf aus Japan und eine aus Südkorea) an der Liga teil. Neuer Teilnehmer waren die Yokohama Grits, die bereits 2020 eine Teilnahme geplant hatten. In der regulären Saison absolvierte jede der sechs Mannschaften insgesamt 40 Spiele. Die vier bestplatzierten Mannschaften der regulären Saison qualifizierten sich für die Playoffs, in denen der Meister ausgespielt wird. Für einen Sieg nach regulärer Spielzeit erhielt jede Mannschaft drei Punkte, bei einem Sieg nach Overtime bzw. Shootout zwei Punkte, bei einer Niederlage nach Overtime bzw. Shootout gab es einen Punkt und bei einer Niederlage nach der regulären Spielzeit null Punkte. In den Playoffs wurde das Halbfinale im Format Best-of-Three ausgespielt. Das Finale wurde im Best-of-Five-Format ausgetragen, so dass dort drei Siege nötig waren.

## Reguläre Saison

### Tabelle
|    | Klub                 | Sp | S  | OTS | OTN | N  | Tore    | Punkte |
| -- | -------------------- | -- | -- | --- | --- | -- | ------- | ------ |
| 1. | Anyang Halla         | 40 | 32 | 0   | 3   | 5  | 168:60  | 99     |
| 2. | Red Eagles Hokkaidō  | 40 | 24 | 6   | 2   | 8  | 167:84  | 86     |
| 3. | Nikkō IceBucks       | 40 | 17 | 4   | 3   | 16 | 122:116 | 62     |
| 4. | East Hokkaidō Cranes | 40 | 12 | 4   | 3   | 21 | 116:142 | 47     |
| 5. | Tōhoku Free Blades   | 40 | 8  | 2   | 6   | 24 | 89:173  | 34     |
| 6. | Yokohama Grits       | 40 | 8  | 3   | 2   | 27 | 96:183  | 32     |

Sp = Spiele, S = Siege, U = Unentschieden, N = Niederlagen, OTS = Overtime-Siege, OTN = Overtime-Niederlage
Topscorer war Shōgo Nakajima (Red Eagles Hokkaidō) mit 75 Punkten aus 40 Spielen vor Kim Sang-wook (Anyang Halla) mit 59 Punkten aus 40 Spielen und Makuru Furuhashi (Nikkō IceBucks), der in 39 Spielen 55 Punkte erreichte. Torschützenkönig wurde Kento Suzuki (Nikkō IceBucks), 30-mal traf, während Nakajima mit 53 Assists auch bester Vorlagengeber war.

## Playoffs
In den Halbfinals setzten sich mit Rekordmeister Anyang Halla und den Red Eagles Hokkaidō jeweils die besser platzierten Mannschaften mit 2:0 Siegen durch. Die Endspielserie verlief dann spannender: Anyang Halla konnte zwar seinen siebten Titel gewinne, brauchte dafür aber nicht nur die komplette Best-of-Five-Serie, sondern benötigte im fünften Spiel eine mehrfache Verlängerung, um nach mehr als eineinhalb Stunden Spielzeit durch einen Treffer von Kang Yoon-seok mit 2:1 zu gewinnen.
|  | Halbfinale | Halbfinale           | Halbfinale |  |  | Finale | Finale              | Finale |
|  |            |                      |            |  |  |        |                     |        |
|  |            |                      |            |  |  |        |                     |        |
|  | 1          | Anyang Halla         | 2          |  |  |        |                     |        |
|  | 4          | East Hokkaidō Cranes | 0          |  |  |        |                     |        |
|  |            |                      |            |  |  | 1      | Anyang Halla        | 3      |
|  |            |                      |            |  |  | 2      | Red Eagles Hokkaidō | 2      |
|  | 2          | Red Eagles Hokkaidō  | 2          |  |  |        |                     |        |
|  | 3          | Nikkō IceBucks       | 0          |  |  |        |                     |        |
|  |            |                      |            |  |  |        |                     |        |

## Auszeichnungen
| Auszeichnung         | Spieler        | Klub                 |
| -------------------- | -------------- | -------------------- |
| Wertvollster Spieler | Matt Dalton    | Anyang Halla         |
| Bester Torhüter      | Matt Dalton    | Anyang Halla         |
| Rookie of the year   | Kanata Isoya   | East Hokkaido Cranes |
| Topscorer            | Shōgo Nakajima | Red Eagles Hokkaidō  |
| Torschützenkönig     | Kento Suzuki   | Nikkō IceBucks       |
| Meiste Torvorlagen   | Shōgo Nakajima | Red Eagles Hokkaidō  |